# クリス・ヘストン
クリストファー・リー・ヘストン（Christopher Lee Heston, 1988年4月10日 - ）は、アメリカ合衆国・フロリダ州ブレバード郡パームベイ出身のプロ野球選手（投手）。右投右打。MLB・ミネソタ・ツインズ傘下所属。

## 経歴

### プロ入り前
2007年のMLBドラフト47巡目（全体1349位）でミネソタ・ツインズから指名、翌2008年のMLBドラフト29巡目（全体871位）でワシントン・ナショナルズから指名されたが、どちらの時も入団しなかった。

### プロ入りとジャイアンツ時代
2009年のMLBドラフト12巡目（全体357位）でサンフランシスコ・ジャイアンツから指名され、プロ入り。同年は傘下のルーキー級アリゾナリーグ・ジャイアンツでプロデビュー。11試合（先発6試合）に登板して1勝5敗・防御率4.11・34奪三振の成績を残した。
2010年はA級オーガスタ・グリーンジャケッツでプレーし、26試合に先発登板して5勝13敗・防御率3.75・124奪三振の成績を残した。
2011年はA+級サンノゼ・ジャイアンツでプレーし、24試合に先発登板して12勝4敗・防御率3.16・131奪三振の成績を残した。
2012年はAA級リッチモンド・フライングスクウォーレルズでプレーし、25試合に先発登板して9勝8敗・防御率2.24・135奪三振の成績を残した。
2013年はAAA級フレズノ・グリズリーズでプレーし、19試合に先発登板して7勝6敗・防御率5.80・97奪三振の成績を残した。
2014年はAAA級フレズノで28試合に先発登板して12勝9敗・防御率3.38・125奪三振の成績を残した。9月のロースター拡大でメジャー初昇格し、9月13日のロサンゼルス・ドジャース戦でメジャーデビュー。この年は3試合（先発1試合）に登板し、0勝0敗・防御率5.06・4奪三振だった。
2015年は開幕をAAA級サクラメント・リバーキャッツで迎えたが、マット・ケインの故障により、4月7日にメジャー昇格。翌8日のアリゾナ・ダイヤモンドバックス戦で先発してメジャー初勝利を挙げ、そのまま先発ローテーション入りした。6月9日のニューヨーク・メッツ戦では球団史上17回目のノーヒットノーランを達成した。また、ジャイアンツはこの記録達成で4年連続でノーヒットノーラン達成者が出たことになった。

### マリナーズ時代
2016年12月7日に後日発表選手とのトレードで、シアトル・マリナーズへ移籍した。
2017年5月24日にDFAとなった。

### ドジャース傘下時代
2017年5月26日にウェイバー公示を経てロサンゼルス・ドジャースへ移籍した。

### ツインズ時代
2017年6月7日にウェイバー公示を経てツインズへ移籍した。6月16日にDFA、翌17日に40人枠を外れる形で傘下のAAA級ロチェスター・レッドウイングスへ配属された。

## 詳細情報

### 年度別投手成績
| 年 度    | 球 団    | 登 板 | 先 発 | 完 投 | 完 封 | 無 四 球 | 勝 利 | 敗 戦 | セ 丨 ブ | ホ 丨 ル ド | 勝 率 | 打 者 | 投 球 回 | 被 安 打 | 被 本 塁 打 | 与 四 球 | 敬 遠 | 与 死 球 | 奪 三 振 | 暴 投 | ボ 丨 ク | 失 点 | 自 責 点 | 防 御 率 | W H I P |
| -------- | -------- | ----- | ----- | ----- | ----- | -------- | ----- | ----- | -------- | ----------- | ----- | ----- | -------- | -------- | ----------- | -------- | ----- | -------- | -------- | ----- | -------- | ----- | -------- | -------- | ------- |
| 2014     | SF       | 3     | 1     | 0     | 0     | 0        | 0     | 0     | 0        | 0           | ----  | 24    | 5.1      | 6        | 0           | 3        | 0     | 0        | 4        | 1     | 0        | 3     | 3        | 5.06     | 1.69    |
| 2015     | SF       | 31    | 31    | 2     | 1     | 1        | 12    | 11    | 0        | 0           | .522  | 746   | 177.2    | 169      | 16          | 64       | 3     | 13       | 141      | 5     | 1        | 82    | 78       | 3.95     | 1.31    |
| 2016     | SF       | 4     | 0     | 0     | 0     | 0        | 1     | 1     | 0        | 0           | .500  | 29    | 5.0      | 9        | 0           | 6        | 2     | 0        | 3        | 3     | 0        | 6     | 6        | 10.80    | 3.00    |
| 2017     | SEA      | 2     | 1     | 0     | 0     | 0        | 0     | 1     | 0        | 0           | .000  | 34    | 5.0      | 14       | 3           | 5        | 0     | 0        | 3        | 0     | 0        | 12    | 11       | 19.80    | 3.80    |
| 2017     | MIN      | 1     | 0     | 0     | 0     | 0        | 0     | 0     | 0        | 0           | .---  | 4     | 1.0      | 1        | 0           | 0        | 0     | 0        | 0        | 0     | 0        | 0     | 0        | 0.00     | 1.00    |
| '17計    | MIN      | 3     | 1     | 0     | 0     | 0        | 0     | 1     | 0        | 0           | .000  | 38    | 6.0      | 15       | 3           | 5        | 0     | 0        | 3        | 0     | 0        | 12    | 11       | 16.50    | 3.33    |
| MLB：4年 | MLB：4年 | 41    | 33    | 2     | 1     | 1        | 13    | 13    | 0        | 0           | .500  | 837   | 194.0    | 199      | 19          | 78       | 5     | 13       | 151      | 9     | 1        | 103   | 98       | 4.55     | 1.43    |

- 2017年度シーズン終了時
- 各年度の太字はリーグ最高

### 獲得タイトル・表彰・記録
- ノーヒットノーラン：1回（2015年6月9日、対ニューヨーク・メッツ戦）

### 背番号
- 53（2014年 - 2016年）
- 32（2017年 - 同年途中）
- 50（2017年途中 - 同年6月）